# Eigenschappen van hout

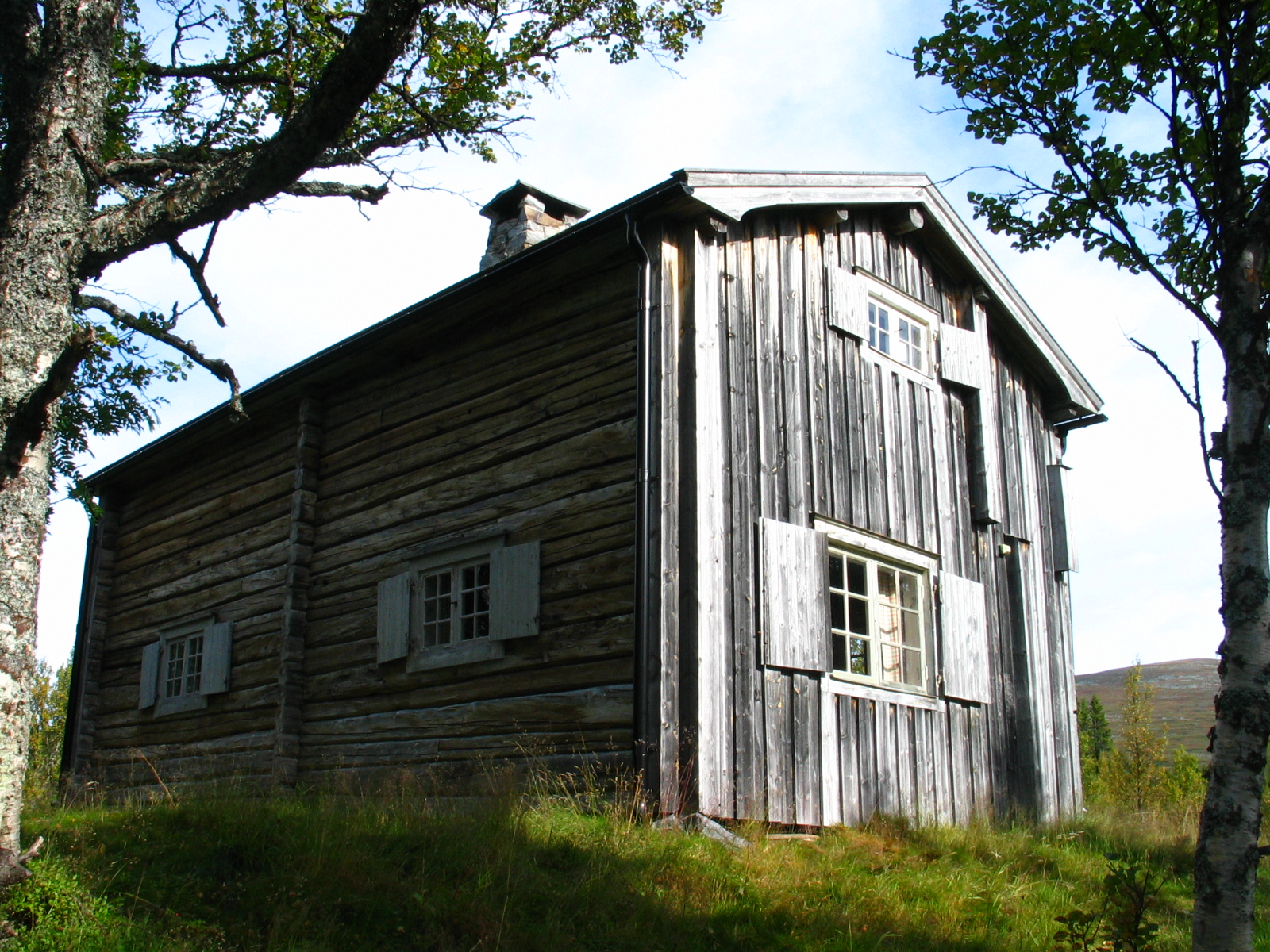
Onbehandeld houten huis (stuga) in Zweden

Onder de eigenschappen van hout worden verschillende factoren verstaan die een rol spelen bij de bewerking en praktische toepassing van hout. De eigenschappen zijn ontstaan in de plant zelf, waarbij het gewonnen hout geldt als een niet-homogeen materiaal. Met behulp van kennis van de eigenschappen zijn houtsoorten onderling te vergelijken. Ook geeft het informatie over de houtsoort zelf.
Vier belangrijke hoofdeigenschappen van hout zijn duurzaamheid (bijvoorbeeld tegen weersinvloeden en schimmels), de natuurkundige eigenschappen (zoals volumieke massa en krimp met het kromtrekken van hout), de mechanische eigenschappen (zoals sterktes en hardheid), en het gedrag bij brand. 

## Orientatie
Bij beschrijving van hout wordt traditioneel een onderscheid gemaakt in drie vlakken van waaruit hout beschouwd kan worden. Deze vlakken zijn:
1. Het dwarse vlak of kopse vlak (kopshout): het vlak dwars op de as van de stam, dwars op de vezelrichting.
2. Het radiale vlak: het vlak door en evenwijdig aan de as van de stam. Hout in radiale richting gezaagd noemt men kwartiergezaagd hout.
3. Het tangentiale vlak: het vlak evenwijdig met de as van de stam, en evenwijdig met de buitenomtrek van de stam op het dichtstbijzijnde punt. Wordt hout in tangentiale richting gezaagd, dan spreekt men van op dosse gezaagd hout.
4. De axiale richting of lengterichting: de richting evenwijdig aan de lengteas van de stam.

Deze zullen ook bij onder meer zaagwerk een rol gaan spelen en esthetisch het hout een andere tekening laten tonen (zie over zaagwerk en tekening het artikel Hout zagen).

## Duurzaamheid

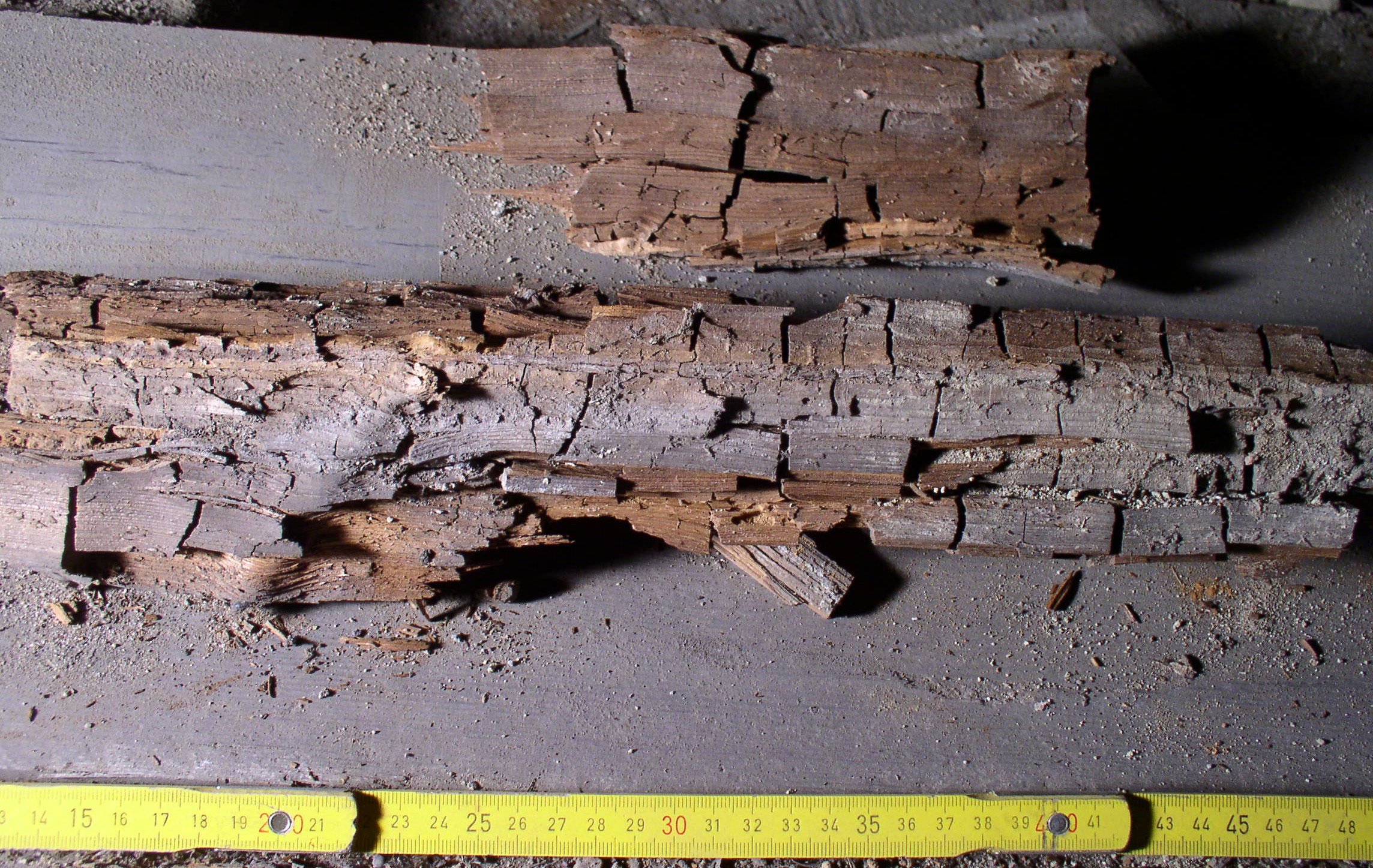
Aantasting door echte huiszwam.

Bepaalde houtsoorten zijn beter of minder bestand tegen bepaalde schimmels, of tegen aantasting door insecten, of tegen bacteriën, of tegen weersinvloeden. Naarmate een houtsoort beter bestand is tegen zo'n aantasting, wordt een hogere duurzaamheid betreffende die aantasting toegekend (onder deze houteigenschap wordt dus niet duurzame ontwikkeling verstaan). Duurzaamheid is altijd ten opzichte van een bepaalde omgeving: eenzelfde stuk hout in de tropen is allicht minder duurzaam dan in de gematigde streken.
Natuurlijke weerstand van een houtsoort tegen aantasting kan bezien worden in termen van chemische eigenschappen. De natuurlijke aanwezigheid van bijvoorbeeld hars en looizuur in het hout, kan een betere bescherming bieden tegen schimmels. In een houtsoort als bijvoorbeeld basralocus geeft de aanwezigheid van kiezellichaampjes in het hout een natuurlijke bescherming tegen paalworm. In de regel wordt van een houtsoort het spinthout sneller aangetast dan het kernhout.
Ook de verwerking en bewerkingen van het gekapte hout tot aan het geplaatste eindproduct kunnen van invloed zijn op houteigenschappen als duurzaamheid. In het verleden werd hout voor wat meer hoogwaardige toepassingen vooraf vaak langdurig gewaterd en langzaam gedroogd. Deze processen konden een jaar of zelfs jaren in beslag nemen. Wateren kan de duurzaamheid verhogen omdat de van nature aanwezige suikers in het hout worden uitgespoeld en zodoende vervalt deze voedselbron voor zwammen en kevers. Vandaag de dag wordt hout vaak vrij snel na de kap versneld gedroogd en gebruikt. Vroeger gebeurde het ook wel dat hout snel na de kap (zonder drogen) verwerkt werd, zogenaamd groen hout; het droogde dan terwijl het al deel van een gebouw was. 
Er zijn diverse methodes om hout kunstmatig door middel van behandeling te verduurzamen.
In Nederland worden uiteindelijk houtsoorten wel in vijf verschillende duurzaamheidsklasses ingedeeld, waarbij klasse 1 zeer duurzaam is en klasse 5 niet duurzaam.

## Natuurkundige eigenschappen

### Vochtopnemend vermogen

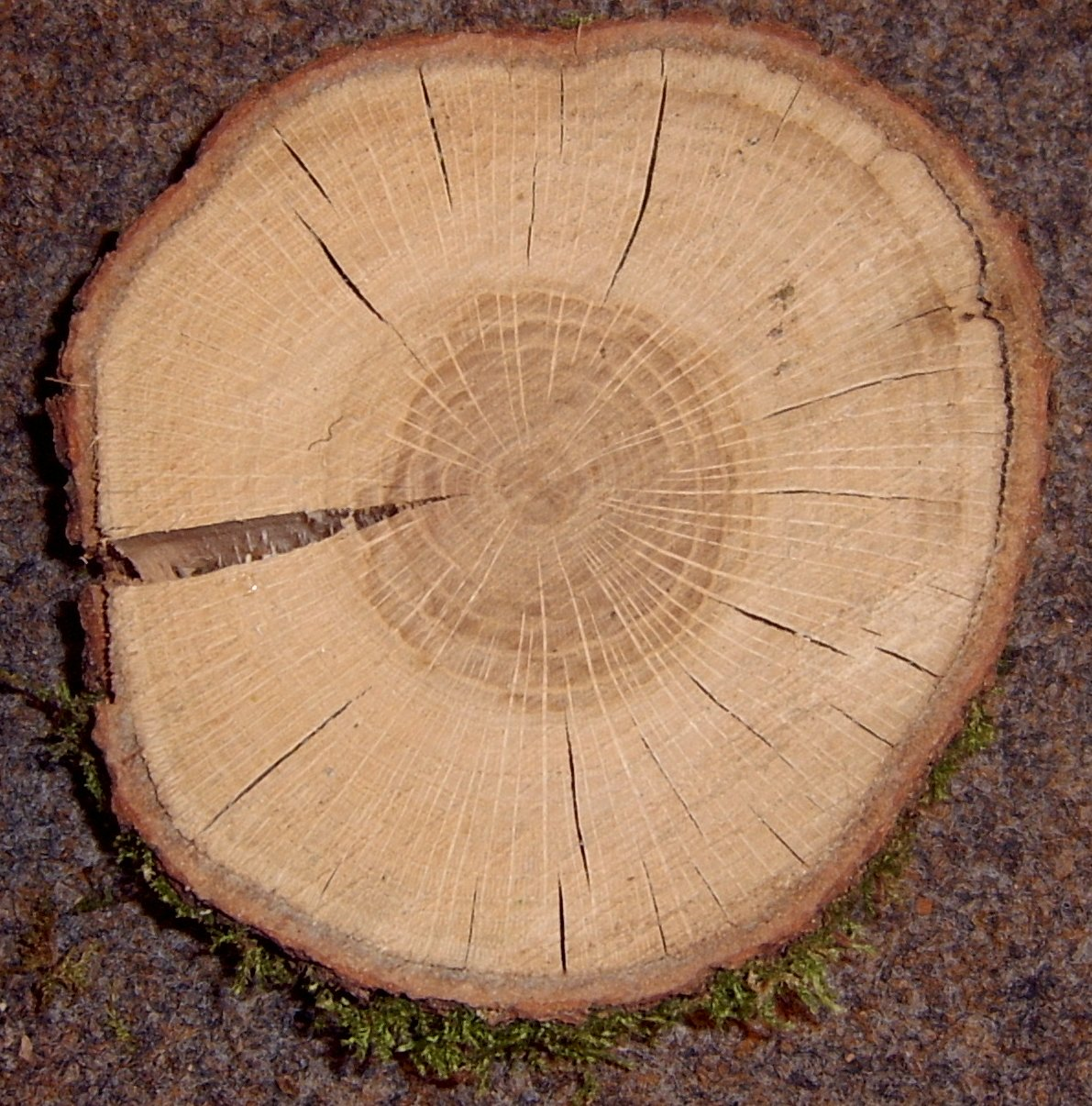
kopshout van eiken: door te snelle afgifte van water zijn droogscheuren ontstaan.

Water in hout kan zich zowel in celwanden bevinden als in holtes. Het houtvochtgehalte is de verhouding tussen het gewicht van het vocht in het hout en het gewicht van dat hout als het volledig droog is (het kan dus meer dan 100% zijn). Het houtvochtgehalte  past zich in de loop van de tijd aan naar de omgeving. Als hout geen vocht meer opneemt of afstaat, wordt gesproken van een evenwichtsvochtgehalte.
Volledig droog hout zal, als het in een vochtigere omgeving komt, in eerste instantie water opnemen in de celwanden. Het maximale houtvochtgehalte dat zo bereikt kan worden, heet het vezelverzadigingspunt (VVP). Het VVP is karakteristiek voor een houtsoort, en is afhankelijk van de volumieke massa, de opbouw van de celwanden en de mate van verkerning.
Bij onderdompeling van hout zal uiteindelijk de lucht in celwanden en holtes volledig worden verdreven door water.
De snelheid waarin water door hout wordt opgenomen en afgegeven, kan sterk verschillen van houtsoort tot houtsoort. Als hout te snel wordt gedroogd, kan zogeheten collapse optreden; het water verdampt dan te snel uit het hout waardoor de houtcellen samenklappen en het hout kan scheuren.

### Krimp en zwelling
Afgifte van vocht uit de celwanden van het hout veroorzaakt krimp, bij opname zwelt het hout. De afmetingen van het hout nemen daardoor af bij krimp en nemen toe bij zwelling. Als de celwanden volledig verzadigd zijn geraakt met water, met andere woorden het vezelverzadigingspunt is bereikt, komt er een eind aan de zwelling van het hout. Krimp en zwelling vinden in alle richtingen van het hout plaats maar de mate zal onderling verschillen.

### Volumieke massa en vochtgehalte
De volumieke massa van een houtsoort is het houtgewicht per volume-eenheid, en kan uitgedrukt worden in kilogram per kubieke meter. De hoeveelheid aan celwand is sterk gerelateerd aan de volumieke massa van het hout. Diverse mechanische en andere eigenschappen zijn daarom ook gecorreleerd met de volumieke massa. 
Om de volumieke massa van houtsoorten onderling te kunnen vergelijken dient het vochtgehalte in het hout hetzelfde te zijn. Bij een hoger vochtgehalte is niet alleen de massa groter maar veelal ook het volume. Belangrijk is dus dat men weet bij welk vochtgehalte de volumieke massa is gemeten. In de regel zijn er afspraken over een standaardvochtgehalte waarbij de volumieke massa bepaald wordt. Indien bij een houtsoort één getal wordt opgegeven, stelt dat meestal de gemiddelde waarde voor. Uitsluitend zo'n gemiddelde is veelal onvoldoende omdat er binnen een houtsoort grote verschillen kunnen bestaan, bijvoorbeeld samenhangend met het groeigebied; en dan zegt het totale bereik meer.
Sommige houtsoorten kunnen zeer licht zijn; balsa bijvoorbeeld heeft een volumieke massa van tussen de veertig en driehonderd kilogram per kubieke meter bij 12% vochtgehalte. Daarentegen heeft bij datzelfde vochtgehalte het zeer zware pokhout een volumieke massa van zo 1150–1350 kilogram per kubieke meter en zal daardoor zinken in water.

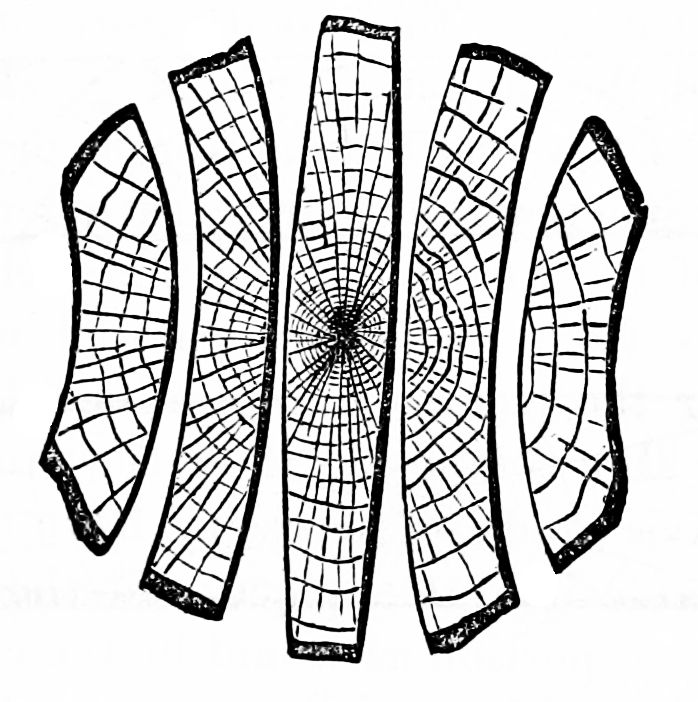
Vervormingen ten gevolge van het drogen van gezaagd hout, overdreven voorgesteld ten behoeve van de duidelijkheid

### Het werken van hout
Een wisselend vochtgehalte veroorzaakt vervorming, wat het "werken" van hout wordt genoemd.
Bij het drogen van vers hout zijn in houtdelen verschillende vervormingen waarneembaar, waarbij ook scheurvorming kan optreden.
Bijvoorbeeld het kromtrekken van hout is een direct gevolg van een wisselend vochtgehalte.

### Abnormale werking
Soms kan in hout abnormale krimp of zwelling plaatsvinden. Onder meer reactiehout, hout dat in de boom is gevormd om langdurige druk- of trekkrachten te weerstaan, kan afwijkend gedrag vertonen bij krimp of zwelling. Ook bijvoorbeeld een warrig verlopende draad of een verstoorde groei kunnen dit veroorzaken. De abnormale werking kan extreem zijn.

## Mechanische eigenschappen

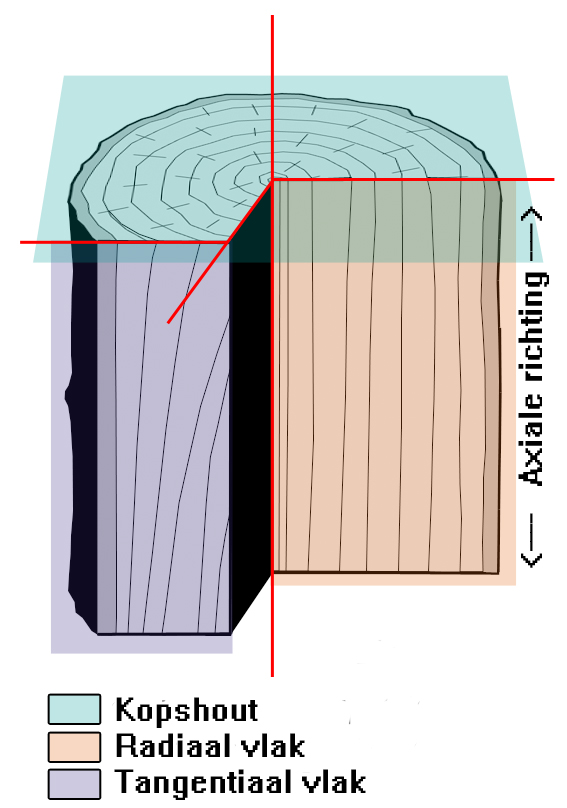
Hout met de verschillende vlakken en richtingen

In het algemeen zijn in de mechanische eigenschappen hoe een houtsoort op verschillende krachten reageert, meerdere factoren van belang. De bouw van de celwand, het gehalte aan celwand, en de onderlinge hechting tussen de cellen, zijn drie factoren die een belangrijke rol spelen of een houtsoort gunstig of ongunstig reageert op krachten. Daarnaast spelen nog twee factoren een belangrijke rol in de mechanische eigenschappen van een houtsoort: structuurvariaties en groeiomstandigheden.
Vocht blijkt bij mechanische proeven van invloed te zijn op de eigenschappen van de celwand en ook is qua structuurvariaties bij vers hout een ander breukvlak waarneembaar dan bij oud hout. Sommige houtsoorten hebben binnen de stam meer variatie, onder meer grenen krijgt hoger in de stam een lager volumiek gewicht. De verhouding vroeghout - laathout, oftewel de verhouding in de stam tussen de groei van cellen in het voorjaar ten opzichte van de ontstane cellengroei in het najaar, speelt een rol in hoe hout reageert bij krachtproeven.

### Treksterkte
De mate waarin een houtsoort treksterktes verdraagt is sterk afhankelijk van de vezelrichting van het hout. De treksterkte langs de vezelrichting is ruwweg 40 keer groter dan de treksterkte loodrecht op de vezelrichting.

### Druksterkte
Indien een houtsoort druksterktes te verduren krijgt, zijn verschillende waarnemingen te doen die weer afhankelijk zijn van de vezelrichting. Men onderscheidt bij uitkomsten voor druksterktes drie verschillende richtingen en vlakken in het hout die van belang zijn: de axiale richting, het radiaal vlak en het tangentiaal vlak.

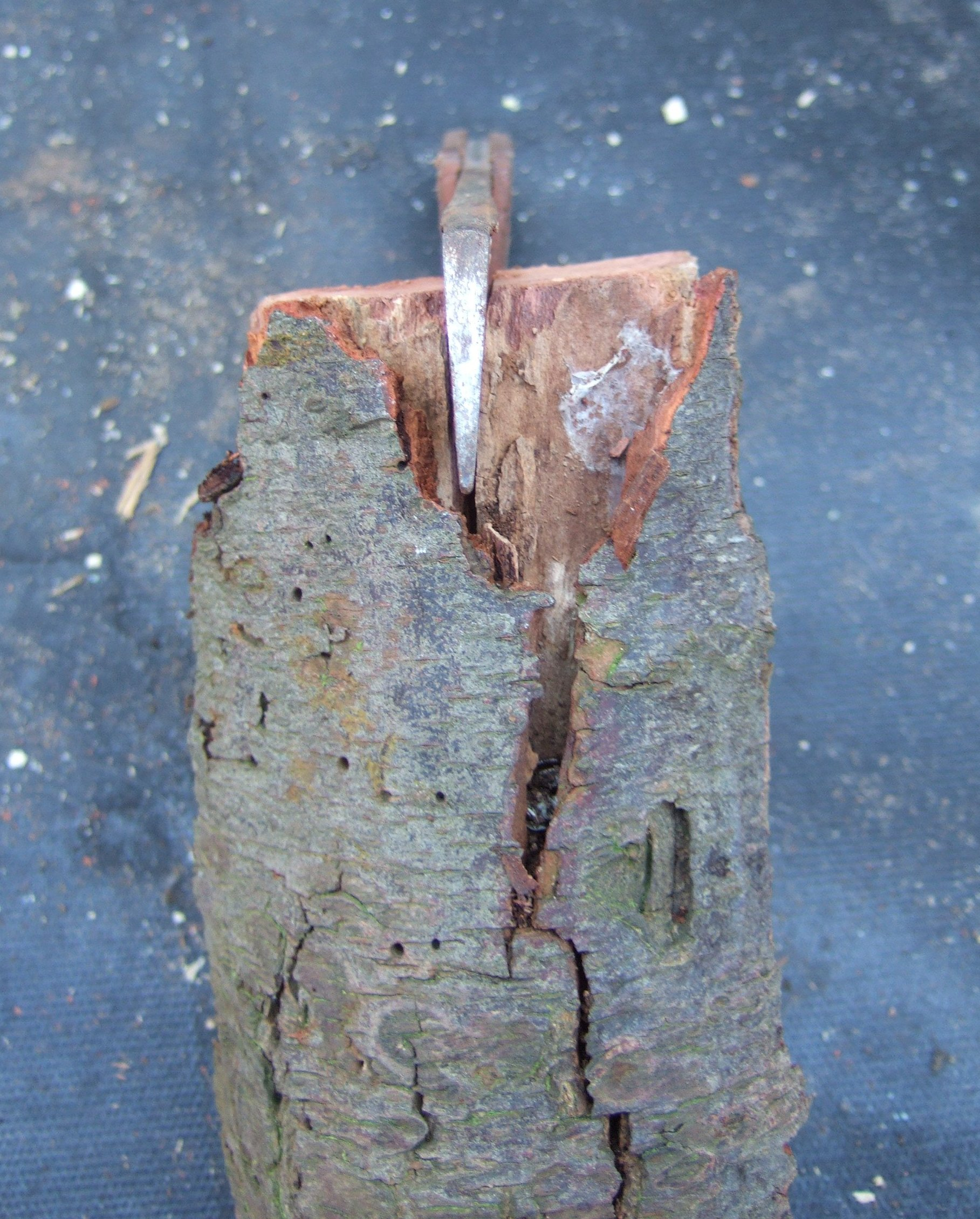
Splijten

### Splijtsterkte
Bij het splijten van houtsoorten is er veelal geen verband tussen de volumieke massa en de andere mechanische eigenschappen. Bij het splijten van het hout concentreren de krachten zich onder in de spleet. Splijtsterktes kunnen uitgedrukt worden in newton per meter breedte van het splijtvlak.
Hoe een houtsoort splijtkrachten verdraagt is mede afhankelijk van de draad in het hout. Een meer kruisdradig hout zal hogere splijtkrachten kunnen verdragen. Ook grote stralen in het hout, zoals bij eiken en beuken aangetroffen wordt, zorgen ervoor dat hogere splijtkrachten kunnen worden verdragen in het radiale vlak.
Als een houtconstructie wordt toegepast waar draadnagels en bouten veel krachten te verduren krijgen, is een houtsoort benodigd met een hoge splijtsterkte.

### Buigsterkte

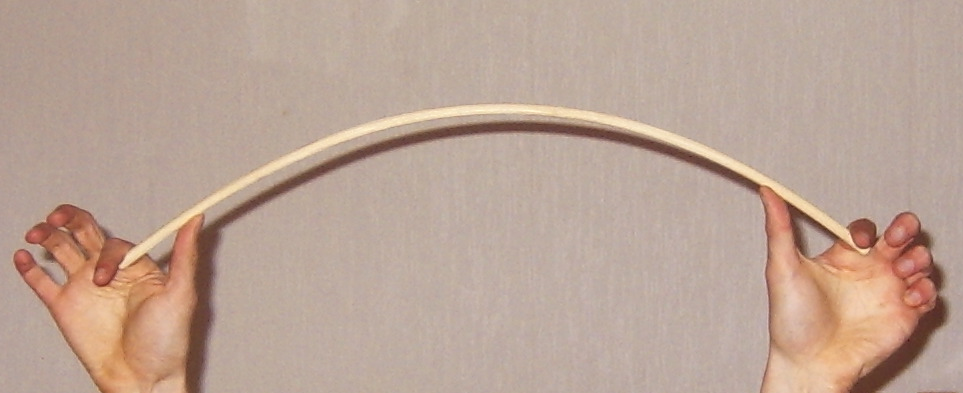
Buiging

Qua buigsterktes worden houtsoorten, gerelateerd met de volumieke massa in luchtdroge toestand, in vijf klassen ingedeeld. Houtsoorten met een hogere volumieke massa hebben over het algemeen een hogere buigsterkte.
Taaie houtsoorten die goed tegen vormverandering kunnen vertonen bij belasting op buiging een breuk die splinterig en vezelig is. Brozere houtsoorten vertonen een korte breuk. Binnen een houtsoort kan verschil zitten naar aanleiding van een behandeling die het heeft gehad. Bij beuken is een verschil in het breukbeeld te zien tussen gestoomd hout en vers, ongestoomd, hout.

### Afschuifsterkte
Schuifspanningen in hout kunnen zelfstandig optreden maar kunnen ook plaatsvinden ten gevolge van buiging. In een vlak parallel aan de vezelrichting is de afschuifsterkte het laagst. Een hoger volume aan stralen zorgt voor een verhoogde afschuifsterkte.

### Hardheid
De hardheid van een houtsoort is een eigenschap die sterk afhankelijk is van de volumieke massa. Droog hout is daarbij harder dan vers hout bij dezelfde houtsoort. De hardheid heeft invloed op het gemak waarmee een houtsoort te bewerken is. Een hoge hardheid is een eigenschap die bij toepassing bijvoorbeeld van pas kan komen bij houten vloeren. Er zijn diverse methodes om de hardheid te bepalen. De hardheidswaarde volgens Janka is een veelgebruikte methode.

### Elasticiteitsmodulus
Hout is niet een materiaal dat volledig elastisch is. Tijdsduur speelt een belangrijke rol in hoe het hout zich gedraagt bij belastingen. Indien hout aan lage spanning wordt onderworpen, duurt het na de opheffing van de belasting al langere tijd voor het in de originele vorm terug is. De tijdsduur waarin het hout aan spanningen onderhevig was, beïnvloedt de herstelduur van het hout. Vormveranderingen zijn ook gerelateerd aan de tijdsduur dat het hout constante belasting kende. Taaiere houtsoorten kennen een hogere breukgrens.
Van de houtsoorten zijn elasticiteitsmoduli vastgesteld. Die gegevens zijn te gebruiken voor buiging en druk die parallel aan de vezelrichting van het hout verloopt.

## Gedrag bij brand

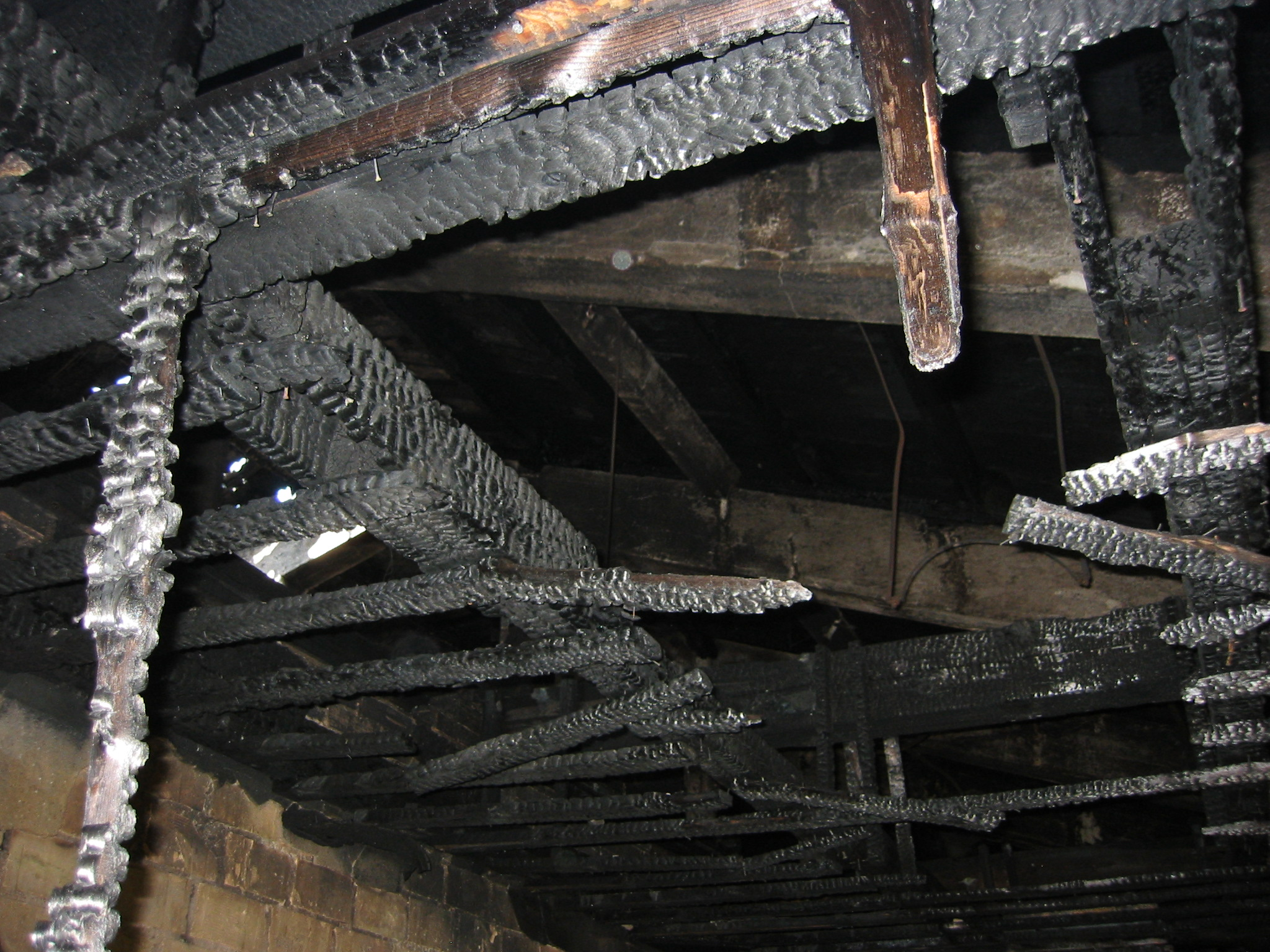
Brandschade, de houtskoollaag op de houtzijden die aan het vuur hebben blootgestaan is goed zichtbaar.

Hoewel hout niet brandvrij is, duurt het enige tijd voordat het volledig verbrand is. Bij hout gaat zich tijdens de brand aan de buitenzijde een houtskoollaag vormen. De snelheid waarmee die laag gevormd wordt, is afhankelijk van de houtsoort. Bijvoorbeeld bij eiken wordt circa 20 millimeter houtskoollaag per uur brand gevormd, bij vurenhout is dit het dubbele. Ten aanzien van de eisen van brandwerendheid bij houten constructiedelen zoals dragende balken, wordt deze kennis meegenomen in het ontwerp.
Ten aanzien van de brandvoortplanting wordt bij houtsoorten gekeken naar de mate van vlamuitbreiding en tevens naar de bijdrage tot vlamoverslag. In het algemeen geldt: hoe hoger de volumieke massa van een houtsoort, des te trager verloopt de vlamuitbreiding.
Daarnaast veroorzaakt hout bij brand rookontwikkeling. In welke mate een houtsoort rookontwikkeling veroorzaakt, is niet te relateren aan de volumieke massa.

## Verder lezen
- Houtsoort
- Hout zagen over verschillend zaagwerk inclusief hoe dat het hout tekent